# Hinxworth
Hinxworth est une paroisse civile et un village du Hertfordshire, en Angleterre.